# 近岸腹角蚤
近岸腹角蚤（学名：Anchistropus emarginatus）为盘肠蚤科腹角蚤属的动物。分布于欧洲、北美洲以及中国大陆的云南、西藏等地，主要生活于湖泊沿岸和池塘的草丛中。